# Елізабет Баррет Браунінг
Елізабе́т Ба́ррет Бра́унінг (англ. Elizabeth Barrett Browning; 6 березня 1806, Лондон — 29 червня 1861) — англійська поетеса Вікторіанської епохи.

## Життєпис
Народилася у Лондоні в родині вест-індського плантатора. Вже у дитячі роки почала читати філософські праці, вивчала давньогрецьку, французьку й латину. З 1846 жила в Італії. Найкращими її творами є поема «Плач дітей» (1844) — реалістичне викриття визиску дитячої праці, збірки політичної лірики «Вікна Каза Гвіді» (1851) та «Вірші до конгресу» (1860), пройняті співчуттям до боротьби італійських патріотів. Баррет Браунінг належить також роман «Аврора Лі» (1856), написаний білим віршем, та інші. Вірші Баррет Браунінг українською мовою перекладав Павло Грабовський.
У 1844 році опублікувала збірник «Вірші», куди ввійшов і «Плач дітей», що сприяв її дружбі й таємному шлюбу з Робертом Браунінгом 1846 року. «Сонети з португальської» вийшли 1847 року. До пізніших творів належать «Вікна Гуіді» (1851) і поетична новела «Аврора Лі» (1857).